# Glaphyrus comosus
Glaphyrus comosus là một loài bọ cánh cứng trong họ Glaphyridae. Loài này được Harold miêu tả khoa học năm 1869.